# Jan Hrynkowski

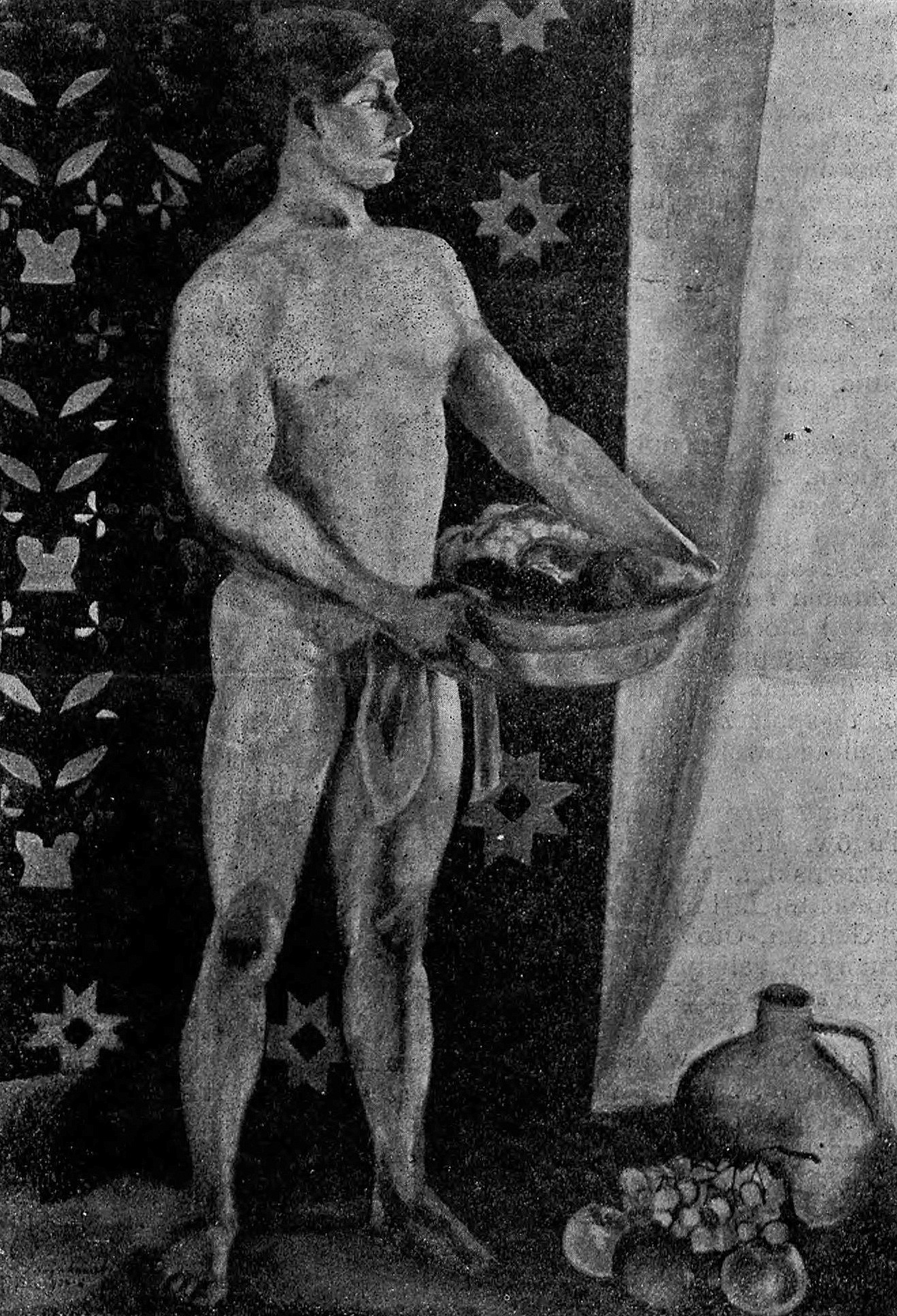
Obraz Akt i owoce

Jan Piotr Hrynkowski też Hryńkowski (ur. 15 czerwca 1891 w Żelechowie Wielkim, zm. 21 marca 1971 w Krakowie) – polski działacz niepodległościowy, artysta malarz, grafik i scenograf.

## Życiorys
Urodził się w rodzinie Mikołaja i Karoliny z Królickich.
Studiował w krakowskiej Akademii Sztuk Pięknych malarstwo pod kierunkiem Stanisława Dębickiego, Józefa Pankiewicza i Wojciecha Weissa oraz rzeźbę u Konstantego Laszczki, dyplom otrzymał w 1918. W 1914 zaciągnął się do I Brygady Legionów Polskich, został zaszeregowany do 4 kompanii 1 baonu 1 Pułku Piechoty, a następnie w 1 Pułku Artylerii. Po przejściu do rezerwy związał się z grupą krakowskich formistów, której był współzałożycielem. Do 1921 brał udział w większości ich wystaw.
Od 1921 przez pięć lat przebywał w Paryżu, studiując u André Lhote’a. Po powrocie do Krakowa w 1926 wraz z Felicjanem Szczęsnym Kowarskim, Janem Wacławem Zawadowskim i Janem Rubczakiem był współtwórcą ugrupowania Jednoróg i jego prezesem przez cały czas istnienia ugrupowania (1925–1935). W czerwcu 1926, na wystawie w Miejskiej Galerii Sztuki w Łodzi prac członków tej Grupy pokazał dwie swoje prace: Auto(?)portret oraz Studium portretowe [kobiety czytającej gazetę].
Od 1926 pracował też jako scenograf w Teatrze im. Juliusza Słowackiego w Krakowie.
W okresie okupacji niemieckiej podczas II wojny światowej pełnił funkcję nieoficjalnego prezesa Związku Artystów Plastyków w Krakowie i był organizatorem Kawiarni Plastyków w Domu Plastyków. Zorganizował tam wraz ze Stefanem Zbigniewiczem jawny Teatr Lalkowy „Brzdąc”. W 1923 wybrany wydziałowym Związku Polskich Artystów Plastyków w Krakowie.
Po 1945 był scenografem w Teatrze Śląskim im. Stanisława Wyspiańskiego w Katowicach, a od 1955 do 1963 w Teatrze Zagłębia w Sosnowcu. Projektował też scenografie dla Starego Teatru w Krakowie.
Hrynkowski prezentował swoją twórczość m.in. na indywidualnych wystawach w 1946, 1948, 1960 oraz w 1966, kiedy to odbyła się jego wystawa monograficzna w warszawskiej Zachęcie. W listopadzie 2019 w Muzeum Narodowym w Krakowie otwarto dużą wystawę poświęconą Hrynkowskiemu: „Jan Hrynkowski. Opowieść artysty”, której kuratorem był Światosław Lenartowicz.
Pochowany na cmentarzu Rakowickim (kwatera LXXXI-13-7).

## Twórczość
Malarstwo Hrynkowskiego jest typowym przykładem stylistyki formistycznej; łączy w sobie kubizującą deformację, młodopolski dekoratywizm, ludowość i groteskę (np. Kuglarz uliczny, 1919). Z czasem zainteresowania formalne i realistyczny temat połączył z koloryzmem, co zaowocowało wypracowaniem własnego, indywidualnego stylu.
Malował głównie pejzaże, a także martwe natury, akty, studia figuralne i portretowe. Stosował takie techniki, jak olej, gwasz, akwarela, tempera. Mniej znaną część dorobku artysty stanowią jego grafiki, plakaty, rzeźby i utwory literackie.

## Ordery i odznaczenia
- Krzyż Niepodległości – 9 października 1933 „za pracę w dziele odzyskania niepodległości”[11][1][12]